# James Belich
James Belich, né en 1956 à Wellington, est un historien néo-zélandais. Il est l'auteur notamment de Making Peoples (1996) et de Paradise Reforged (2001), qui, ensemble, constituent l'un des principaux ouvrages contemporains sur l'histoire de la Nouvelle-Zélande.
Il obtint une maîtrise d'histoire à l'Université Victoria de Wellington, puis un doctorat à l'Université d'Oxford, au Royaume-Uni. Il enseigna l'histoire à l'Université Victoria, puis à l'Université d'Auckland, où il enseigne actuellement. Ses centres de recherche sont « les réponses des populations autochtones à l’expansion européenne, les modèles de colonisation européenne, et l’histoire ethnique, culturelle et sociale de la Nouvelle-Zélande ». 
Son livre The Victorian Interpretation of Racial Conflict fut adapté en série télévisée.
Il fut décoré du New Zealand Order of Merit en 2006 pour services rendus à la recherche historique.
Son père, du même nom, fut le maire travailliste de Wellington de 1986 à 1992.